# Sainte-Gemme (Deux-Sèvres)
Sainte-Gemme is een gemeente in het Franse departement Deux-Sèvres (regio Nouvelle-Aquitaine) en telt 315 inwoners (1999). De plaats maakt deel uit van het arrondissement Bressuire.

## Geografie
De oppervlakte van Sainte-Gemme bedraagt 8,8 km², de bevolkingsdichtheid is 35,8 inwoners per km².
De onderstaande kaart toont de ligging van Sainte-Gemme (Deux-Sèvres) met de belangrijkste infrastructuur en aangrenzende gemeenten.

## Demografie
Onderstaande figuur toont het verloop van het inwonertal (bron: INSEE-tellingen).

1. ↑  Populations de référence 2022.